# Ma Pau SC
Ma Pau SC – trynidadzko-tobagijski klub piłkarski występujący w TT Pro League (najwyższa klasa rozgrywkowa). Został założony w 2007 roku.

## Skład na sezon 2009
| Nr | Poz. | Piłkarz         |
| -- | ---- | --------------- |
| 1  | BR   | Shane Mattis    |
| 2  | OB   | Dwane James     |
| 3  | PO   | Mark Leslie     |
| 4  | OB   | Curtis Gonzales |
| 5  | PO   | Mekeil Williams |
| 6  | PO   | Akeno Morgan    |
| 7  | PO   | Rennie Britto   |
| 8  | PO   | Keeron Benito   |
| 9  | NA   | Shandel Samuel  |
| 10 | PO   | Anthony Wolfe   |
| 11 | PO   | Lyndon Andrews  |
| 15 | NA   | Anthony Guppy   |

| Nr | Poz. | Piłkarz            |
| -- | ---- | ------------------ |
| 16 | PO   | Adrian Noel        |
| 18 | NA   | Sherron Joseph     |
| 23 | PO   | Kevin Molino       |
| 24 | PO   | Sayed Freitas      |
| 26 | BR   | Alejandro Figueroa |
| 27 | OB   | Akeem Benjamin     |
| 28 | PO   | Tyrone Charles     |
| 29 | NA   | Kerry Noray        |
| 30 | BR   | Jefferson George   |
| 31 | OB   | Aquil Selby        |
| 33 | PO   | Trevin Caesar      |
| 35 | OB   | Reshad Wint        |
| 40 | OB   | Happy Hall         |